# Jonas20: Greetings from your Hometown Tour
Jonas20: Greetings from your Hometown Tour es la duodécima gira musical del grupo estadounidense Jonas Brothers. La gira comenzará el 10 de agosto de 2025 en East Rutherford y finalizará el 14 de noviembre de 2025 en Uncasville.
La gira conmemorara los 20 años de conformación del grupo, desde el lanzamiento de su primer álbum It's About Time.

## Antecedentes y Desarrollo
Desde antes de finalizar la gira Jonas Brothers: Five Albums. One Night. The World Tour, la banda comenzó a señalar sus deseos de celebrar por todo lo alto su vigésimo aniversario durante el 2025. Poco a poco se fueron sumando eventos y proyectos, como el lanzamiento de Slow Motion junto a Marshmello el 17 de enero de 2025, Love Me to Heaven el 21 de marzo de 2025 y el evento JonasCon que se lleva a cabo el 23 de marzo de 2025.
Durante la emisión de Good Morning America del 21 de marzo de 2025 la banda anunció que regresaría a los escenarios el 10 de agosto de 2025 en el MetLife Stadium dando así el inicio a esta gira.
El 13 de junio anunciaron a través de redes sociales que algunos de sus conciertos en estadios serían movidos a arenas, conservando las mismas ciudades y fechas, posteriormente el 16 de junio añadieron 13 nuevos espectáculos a la gira.

## Producción
Junto con el anuncio de la gira se reveló que además de tocar los temas de la banda, presentarán las canciones de los proyectos en solitario de Nick Jonas, Joe Jonas, The Administration y DNCE.

## JonasCon on Tour
Después del increíble éxito que recibió el evento JonasCon, la convención para fanes de los Jonas Brothers, llevada a cabo el 23 de marzo de 2025 en East Rutherford, la banda anunció que llevará el evento como parte de algunas fechas seleccionadas de su gira,además se espera que se realice también en Latinoamérica, Europa y Australia, como fue anunciado por Kevin Jonas durante el evento principal. Big Time Rush fue la banda invitada durante el evento, presentando algunos de sus éxitos. 
| Fecha                   | Ciudad           | País           | Recinto                     |
| ----------------------- | ---------------- | -------------- | --------------------------- |
| 10 de agosto de 2025    | East Rutherford  | Estados Unidos | MetLife Stadium             |
| 12 de agosto de 2025    | Washington D. C. | Estados Unidos | Jiffy Lube Live             |
| 14 de agosto de 2025    | Filadelfia       | Estados Unidos | Freedom Mortgage Pavillion  |
| 17 de agosto de 2025    | Hershey          | Estados Unidos | Hersheypark Stadium         |
| 21 de agosto de 2025    | Toronto          | Canadá         | Rogers Centre               |
| 23 de agosto de 2025    | Boston           | Estados Unidos | Fenway Park                 |
| 26 de agosto de 2025    | Chicago          | Estados Unidos | Credit Union 1 Amphitheatre |
| 28 de agosto de 2025    | Detroit          | Estados Unidos | Little Caesars Arena        |
| 31 de agosto de 2025    | Arlington        | Estados Unidos | Dos Equis Pavillion         |
| 6 de septiembre de 2025 | Los Ángeles      | Estados Unidos | Intuit Dome                 |

## Repertorio
La siguiente lista corresponde al repertorio presentado durante la primera fecha de la gira, puede ser modificada durante el transcurso de la misma:
Set 1: Primer Acto
1. Lovebug
2. Love me to Heaven
3. Only Human
4. S.O.S.
5. Sucker
6. Meant to Live (Con de Switchfoot)
7. Hold On (Con Switchfoot)
8. Little Bird
9. Summer Baby
10. Still in Love with You
11. I Can't Lose
12. Waffle House
13. Beautiful Soul (Con Jesse McCartney)
14. Vacation Eyes
15. Celebrate!
16. No Time to Talk
17. Cake by the Ocean (Con DNCE)
18. Slow Motion (Con Marshmello)
19. Leave Before You Love Me (Con Marshmello)
20. Jealous
21. What a Man Gotta Do
22. Walls
23. Loved you Better (Con Dean Lewis)
24. Chains
25. What This Could Be
26. Medley: Conspiracy Theory - Just In Love - Bacon - Toothbrush - Delicious - Unsweet - Levels - Body Moves - Dancing Feet
27. Gotta Find You
28. This Is Me (Con Demi Lovato)
29. Wouldn't Change a Thing (Con Demi Lovato)
30. Year 3000
31. Burnin' Up (Con Big Rob)
32. Please Be Mine
33. When You Look Me in the Eyes (Con la familia Jonas)

## Invitados Especiales
| Fecha                | Ciudad           | País           | Artista Invitado | Canción                  |
| -------------------- | ---------------- | -------------- | ---------------- | ------------------------ |
| 10 de agosto de 2025 | East Rutherford  | Estados Unidos | Switchfoot       | Meant to Live            |
| 10 de agosto de 2025 | East Rutherford  | Estados Unidos | Switchfoot       | Hold On                  |
| 10 de agosto de 2025 | East Rutherford  | Estados Unidos | Jesse McCartney  | Beautiful Soul           |
| 10 de agosto de 2025 | East Rutherford  | Estados Unidos | Marshmello       | Slow Motion              |
| 10 de agosto de 2025 | East Rutherford  | Estados Unidos | Marshmello       | Leave Before You Love Me |
| 10 de agosto de 2025 | East Rutherford  | Estados Unidos | Dean Lewis       | Loved You Better         |
| 10 de agosto de 2025 | East Rutherford  | Estados Unidos | Demi Lovato      | This Is Me               |
| 10 de agosto de 2025 | East Rutherford  | Estados Unidos | Demi Lovato      | Wouldn't Change a Thing  |
| 10 de agosto de 2025 | East Rutherford  | Estados Unidos | Big Rob          | Burnin' Up               |
| 12 de agosto de 2025 | Washington D. C. | Estados Unidos | All Time Low     | Dear Maria, Count Me In  |

## Fechas
| Fecha                    | Ciudad           | País           | Recinto                                   | Telonero                            |
| ------------------------ | ---------------- | -------------- | ----------------------------------------- | ----------------------------------- |
| 10 de agosto de 2025     | East Rutherford  | Estados Unidos | MetLife Stadium                           | Marshmello The All-American Rejects |
| 12 de agosto de 2025     | Washington D. C. | Estados Unidos | Jiffy Lube Live                           | Marshmello The All-American Rejects |
| 14 de agosto de 2025     | Filadelfia       | Estados Unidos | Freedom Mortgage Pavillion                | Marshmello The All-American Rejects |
| 15 de agosto de 2025     | Virginia Beach   | Estados Unidos | Veterans United Home Loans Amphitheater   | The All-American Rejects            |
| 17 de agosto de 2025     | Hershey          | Estados Unidos | Hersheypark Stadium                       | Marshmello The All-American Rejects |
| 18 de agosto de 2025     | Bethel           | Estados Unidos | Bethel Woods Center for the Arts          | Boys Like Girls                     |
| 19 de agosto de 2025     | Syracuse         | Estados Unidos | Empower Federal Credit Union Amphitheater | Boys Like Girls                     |
| 21 de agosto de 2025     | Toronto          | Canadá         | Rogers Centre                             | Marshmello Boys Like Girls          |
| 23 de agosto de 2025     | Boston           | Estados Unidos | Fenway Park                               | Marshmello Boys Like Girls          |
| 24 de agosto de 2025     | Saratoga Springs | Estados Unidos | Broadview Stage at SPAC                   | Boys Like Girls                     |
| 26 de agosto de 2025     | Chicago          | Estados Unidos | Credit Union 1 Amphitheatre               | Marshmello Boys Like Girls          |
| 28 de agosto de 2025     | Detroit          | Estados Unidos | Little Caesars Arena                      | Marshmello Boys Like Girls          |
| 30 de agosto de 2025     | Rogers           | Estados Unidos | Walmart AMP                               | Boys Like Girls                     |
| 31 de agosto de 2025     | Dallas           | Estados Unidos | Dos Equis Pavillion                       | Marshmello Boys Like Girls          |
| 4 de septiembre de 2025  | Chula Vista      | Estados Unidos | North Island Credit Union Amphitheatre    | Boys Like Girls                     |
| 6 de septiembre de 2025  | Los Ángeles      | Estados Unidos | Intuit Dome                               | Boys Like Girls                     |
| 13 de septiembre de 2025 | Salt Lake City   | Estados Unidos | Utah First Credit Union Amphitheatre      | Boys Like Girls                     |
| 18 de septiembre de 2025 | Vancouver        | Canadá         | Rogers Arena                              | Boys Like Girls                     |
| 20 de septiembre de 2025 | Portland         | Estados Unidos | Moda Center                               | Boys Like Girls                     |
| 22 de septiembre de 2025 | Seattle          | Estados Unidos | Climate Pledge Arena                      | Boys Like Girls                     |
| 25 de septiembre de 2025 | San Francisco    | Estados Unidos | Chase Center                              | Boys Like Girls                     |
| 26 de septiembre de 2025 | Sacramento       | Estados Unidos | Golden 1 Center                           | Boys Like Girls                     |
| 27 de septiembre de 2025 | Anaheim          | Estados Unidos | Honda Center                              | Boys Like Girls                     |
| 28 de septiembre de 2025 | Phoenix          | Estados Unidos | PHX Arena                                 | Boys Like Girls                     |
| 30 de septiembre de 2025 | Albuquerque      | Estados Unidos | Isleta Amphitheater                       | Boys Like Girls                     |
| 2 de octubre de 2025     | Denver           | Estados Unidos | Ball Arena                                | Boys Like Girls                     |
| 5 de octubre de 2025     | Des Moines       | Estados Unidos | Wells Fargo Center                        | Boys Like Girls                     |
| 6 de octubre de 2025     | Omaha            | Estados Unidos | CHI Health Center                         | Boys Like Girls                     |
| 7 de octubre de 2025     | Kansas City      | Estados Unidos | T-Mobile Center                           | The All-American Rejects            |
| 8 de octubre de 2025     | San Luis         | Estados Unidos | Enterprise Center                         | The All-American Rejects            |
| 10 de octubre de 2025    | Saint Paul       | Estados Unidos | Xcel Energy Center                        | The All-American Rejects            |
| 12 de octubre de 2025    | Milwaukee        | Estados Unidos | Fiserv Forum                              | The All-American Rejects            |
| 14 de octubre de 2025    | Nashville        | Estados Unidos | Bridgestone Arena                         | The All-American Rejects            |
| 16 de octubre de 2025    | Tulsa            | Estados Unidos | BOK Center                                | The All-American Rejects            |
| 17 de octubre de 2025    | Austin           | Estados Unidos | Moody Center                              | The All-American Rejects            |
| 18 de octubre de 2025    | San Antonio      | Estados Unidos | Frost Bank Center                         | The All-American Rejects            |
| 19 de octubre de 2025    | Houston          | Estados Unidos | Toyota Center                             | The All-American Rejects            |
| 22 de octubre de 2025    | Tampa            | Estados Unidos | Amalie Arena                              | The All-American Rejects            |
| 24 de octubre de 2025    | Sunrise          | Estados Unidos | Amerant Bank Arena                        | The All-American Rejects            |
| 26 de octubre de 2025    | Orlando          | Estados Unidos | Kia Center                                | The All-American Rejects            |
| 28 de octubre de 2025    | Atlanta          | Estados Unidos | State Farm Arena                          | The All-American Rejects            |
| 29 de octubre de 2025    | Raleigh          | Estados Unidos | Lenovo Center                             | The All-American Rejects            |
| 1 de noviembre de 2025   | Lexington        | Estados Unidos | Rupp Arena                                | The All-American Rejects            |
| 2 de noviembre de 2025   | Indianápolis     | Estados Unidos | Gainbridge Fieldhouse                     | The All-American Rejects            |
| 4 de noviembre de 2025   | Knoxville        | Estados Unidos | Food City Center                          | The All-American Rejects            |
| 5 de noviembre de 2025   | Charlotte        | Estados Unidos | Spectrum Center                           | The All-American Rejects            |
| 6 de noviembre de 2025   | Columbia         | Estados Unidos | Colonial Life Arena                       | The All-American Rejects            |
| 8 de noviembre de 2025   | Columbus         | Estados Unidos | Schottenstein Center                      | The All-American Rejects            |
| 9 de noviembre de 2025   | Buffalo          | Estados Unidos | KeyBank Center                            | The All-American Rejects            |
| 11 de noviembre de 2025  | Cleveland        | Estados Unidos | Rocket Arena                              | The All-American Rejects            |
| 12 de noviembre de 2025  | Pittsburgh       | Estados Unidos | PPG Paints Arena                          | The All-American Rejects            |
| 14 de noviembre de 2025  | Uncasville       | Estados Unidos | Mohegan Sun Arena                         | The All-American Rejects            |

## Conciertos Cancelados o Reprogramados
| Fecha                   | Ciudad           | País           | Recinto            | Motivo |
| ----------------------- | ---------------- | -------------- | ------------------ | --- |
| 12 de agosto de 2025    | Washington D. C. | Estados Unidos | Nationals Park     | Los shows fueron movidos a arenas dentro de las mismas ciudades debido a bajo nivel de ventas, conservando la misma fecha y ciudad. |
| 14 de agosto de 2025    | Filadelfia       | Estados Unidos | Citizens Bank Park | Los shows fueron movidos a arenas dentro de las mismas ciudades debido a bajo nivel de ventas, conservando la misma fecha y ciudad. |
| 26 de agosto de 2025    | Chicago          | Estados Unidos | Wrigley Field      | Los shows fueron movidos a arenas dentro de las mismas ciudades debido a bajo nivel de ventas, conservando la misma fecha y ciudad. |
| 28 de agosto de 2025    | Detroit          | Estados Unidos | Comerica Park      | Los shows fueron movidos a arenas dentro de las mismas ciudades debido a bajo nivel de ventas, conservando la misma fecha y ciudad. |
| 31 de agosto de 2025    | Arlington        | Estados Unidos | Globe Life Park    | Los shows fueron movidos a arenas dentro de las mismas ciudades debido a bajo nivel de ventas, conservando la misma fecha y ciudad. |
| 6 de septiembre de 2025 | Los Ángeles      | Estados Unidos | Dodger Stadium     | Los shows fueron movidos a arenas dentro de las mismas ciudades debido a bajo nivel de ventas, conservando la misma fecha y ciudad. |